# Red Bull (przedsiębiorstwo)
Red Bull GmbH – austriacka spółka zajmująca się produkcją oraz sprzedażą napoju energetycznego Red Bull. Przedsiębiorstwo sponsoruje różne imprezy sportowe oraz drużyny. Produkty pod marką Red Bull dostępne są w ponad 169 krajach, do tej pory sprzedano 60 miliardów puszek napoju. W roku 2015 sprzedaż wyniosła 5,9 miliarda puszek. Spółka zatrudnia 10 997 pracowników (dane na rok 2015). Siedziba Red Bull GmbH mieści się w Fuschl am See, w kraju związkowym Salzburg, w Austrii.

## Historia
Austriacki przedsiębiorca Dietrich Mateschitz i tajski biznesmen Chaleo Yoovidhya założyli spółkę Red Bull w 1984 roku. Pracując dla niemieckiej firmy Blendax (przejętej później przez Procter & Gamble) Mateschitz wyjechał do Tajlandii w 1982 r. Tam poznał Chaleo, właściciela TC Pharmaceutical. Odkrył, że produkowany przez Chaleo w latach 70. napój energetyczny Krating Daeng pomógł mu przezwyciężyć dolegliwości związane ze zmianą strefy czasowej. Stwierdził, że napój ma duże szanse na sukces na rynku i we współpracy z Chaleo przeniósł produkt na rynek europejski. Zgodnie z umową obaj partnerzy zainwestowali po pół miliona dolarów i stworzyli spółkę Red Bull. Obecnie 49% udziałów w spółce posiada Mateschitz, kolejne 49% – Yoovidhya i jego syn Chalerm.
W latach 1984–1987 Red Bull zmodyfikował recepturę Krafting Daeng, aby dopasować napój do gustów Europejczyków. Napój został nasycony węglanami, przez co stał się mniej słodki. W 1987 r. został wprowadzony na rynek austriacki pod nazwą Red Bull. Produkt odniósł ogromny sukces. Na początku lat 90. marka rozszerzyła swoją działalność na całą Europę, a w 1997 r. weszła także na rynek amerykański. W marcu 2012 r. Chaleo zmarł, a udziały odziedziczyły jego dzieci. Jego majątek osiągnął wartość 5 mld dolarów.

## Produkty Red Bulla
Spółka Red Bull oferuje różne rodzaje produktów, w tym Sugarfree (Red Bull Energy Drink bez dodatku cukru), Simply Cola oraz Sabai Wine Spritzer (związany z winiarnią Thai Siam w Tajlandii).
W 2010 r. przedsiębiorstwo wygrało długą batalię prawną z The Bulldog, siecią Coffee shopów, w których można legalnie zakupić i skonsumować marihuanę. Bulldog został zobowiązany do zaprzestania sprzedaży i dystrybucji własnej marki napoju energetycznego.

## Marketing

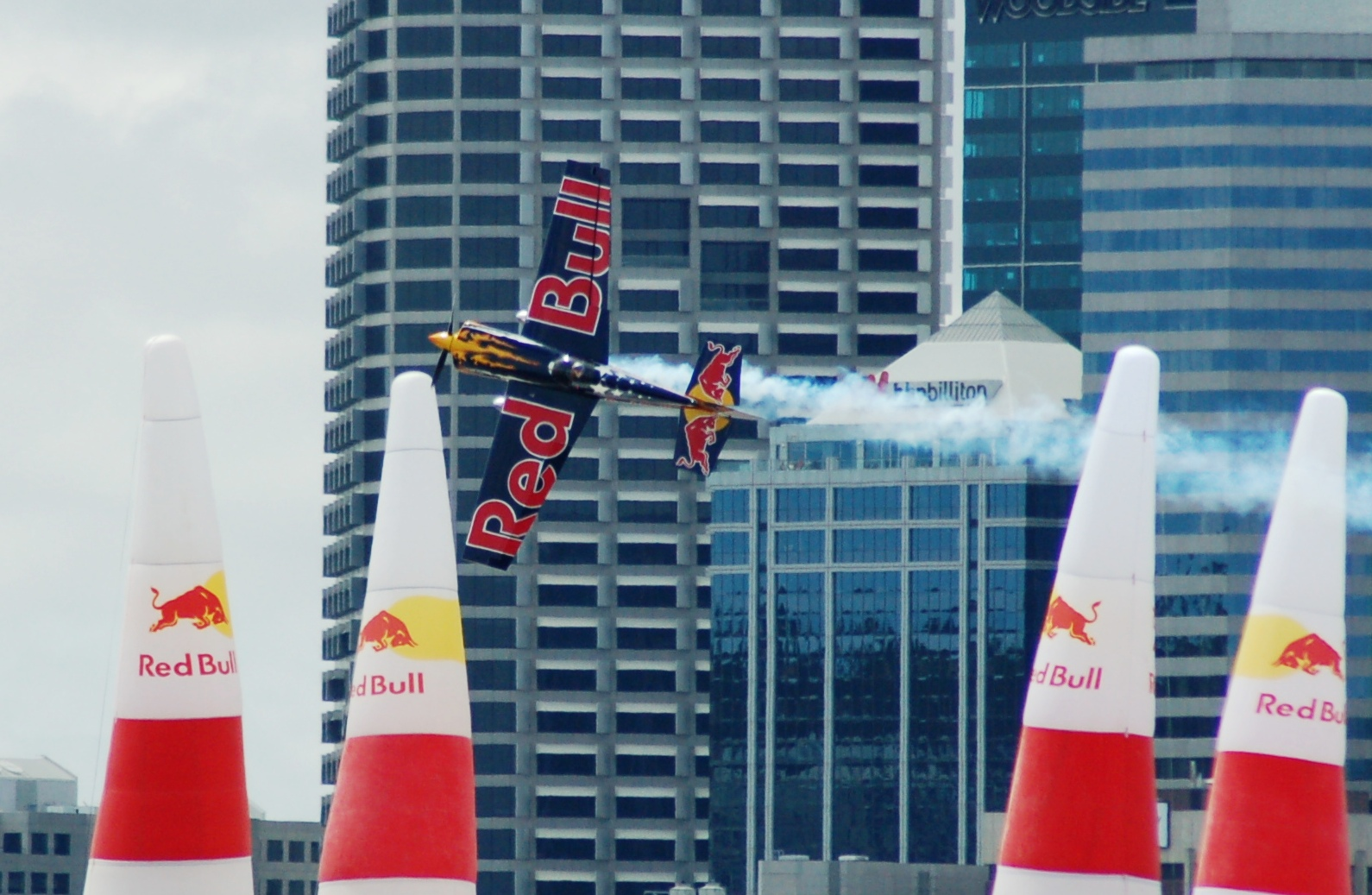
Kirby Chambliss w trakcie Red Bull Air Race World Series

Początkowo Red Bull rozdawał darmowe próbki studentom w ramach tzw. marketingu wirusowego. Metoda ta odniosła ogromny sukces i sprzedaż napoju gwałtownie wzrosła. Red Bull stał się sławny dzięki marketingowi nastawionemu na tzw. Yuppie (dosł. młodych wielkomiejskich przedstawicieli wolnego zawodu). Spółka prowadziła kampanie reklamowe w trakcie wydarzeń sportowych i rozrywkowych. Obecne hasło reklamowe „Red Bull Gives You Wings” (Red Bull doda Ci skrzydeł) oraz „No Red Bull, No Wings” odnoszą się bezpośrednio do pozornego pobudzenia wywołanego napojem.

### Sponsoring w sporcie
Po marketingu wirusowym Red Bull zajął się także sponsoringiem sportów ekstremalnych, takich jak cliff diving, BMX, narciarstwo, loty, kolarstwo górskie (downhill i free-ride) oraz snowboard. W latach 90. zakupił sprzęt dla wioślarza Xeno Müllera, który w 1996 r. zdobył złoty medal olimpijski. Red Bull prowadzi również organizowany w Niemczech Red Bull Flugtag, zawody, w których trakcie uczestnicy zlatują z 10-metrowej rampy w wykonanych przez siebie latających maszynach prosto do basenu. Powstała również wersja wyścigów mydelniczek (Red Bull Soap Box Races), który ostatnio odbył się w Cincinnati. Red Bull organizuje Art of the Can, międzynarodowy konkurs, w ramach którego artyści tworzą dzieła z puszek Red Bulla. Red Bull BC One to indywidualne zawody w breakdance. Istnieją również zawody motocyklowe Erzberg Enduro, gdzie na metę dociera mniej niż 2% uczestników.

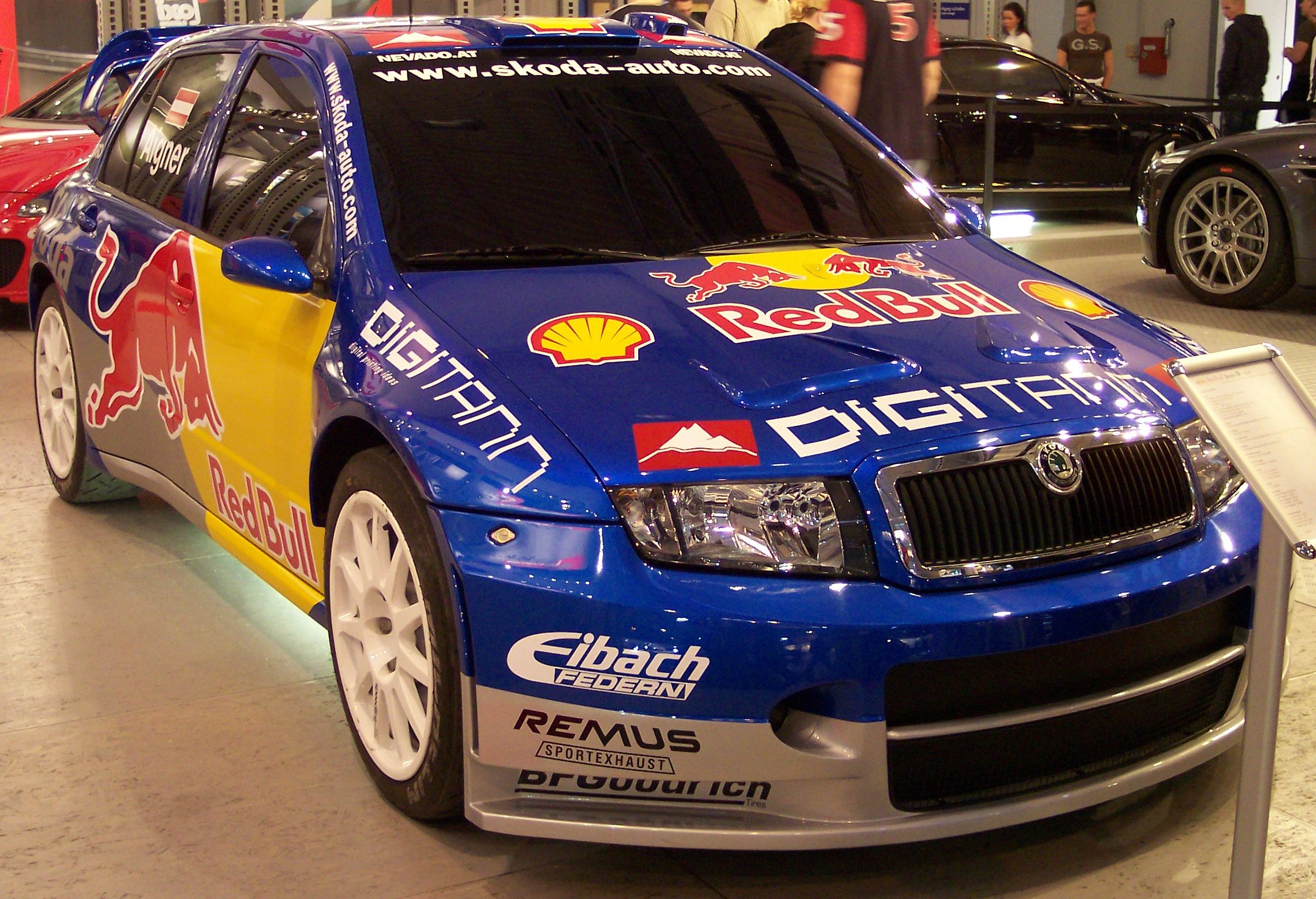
Samochód Red Bulla w trakcie Rajdowych Mistrzostw Świata

Sponsoring Red Bulla widoczny jest w licznych dyscyplinach sportowych, głównie wśród sportów motorowych. Spółka jest sponsorem drużyn w australijskim V8 Supercars, Deutsche Tourenwagen Masters, rajdzie Dakar (drużyny KAMAZ Master, VW Race Touareg, KTM Factory Motocross), MotoGP, British Superbike (Red Bull Honda i HM Plant Red Bull Honda), Rajdowych Mistrzostwach Świata (zespoły Citroena, Skody oraz Volkswagena), mistrzostwach World Touring Car (drużyna SEATa), w Champ Car (Neel Jani i PKV Racing), Formule D (Pontiac Rhysa Millena).

### Zawodnicy indywidualni sponsorowani przez Red Bulla

#### Formuła 1[8]
- Max Verstappen
- Liam Lawson
- Isack Hadjar
- Yuki Tsunoda

#### MotoGP[9]
- Enea Bastianini
- Brad Binder
- Stefan Bradl
- Sandro Cortese
- Jonas Folger
- Karel Hanika
- Jorge Martin
- Jack Miller
- Marc Marquez
- Dani Pedrosa
- Maverick Vinales

#### Narciarstwo alpejskie
- Emma Aicher
- Franjo von Allmen
- Lucas Braathen
- Lara Colturi
- James Crawford
- Sofia Goggia
- Erik Guay
- Zrinka Ljutić
- Aksel Lund Svindal
- Marco Odermatt
- Dominik Paris
- Alexis Pinturault
- Alice Robinson
- Lindsey Vonn

#### Skoki narciarskie[10]
- Thomas Morgenstern
- Gregor Schlierenzauer
- Andreas Wellinger
- Adam Małysz
- Ryōyū Kobayashi
- Daniel Tschofenig
- Stephan Embacher
- Sara Takanashi
- Alexandria Loutitt

#### Żużel[11]
- Maciej Janowski
- Emil Sajfutdinow
- Robert Lambert

### Drużyny sportowe Red Bulla
Aby rozszerzyć swoją działalność w sporcie Red Bull zakupił i sygnuje marką drużyny sportowe.

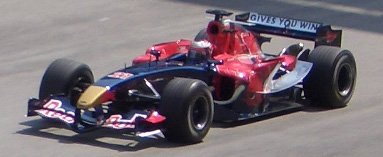
Red Bull utworzył zespół Scuderia Toro Rosso kupując w 2006 roku zespół Minardi

#### Sporty motorowe
W sportach motorowych do Red Bulla należą takie zespoły jak: Red Bull Racing (wcześniej Jaguar Racing) oraz Racing Bulls S.p.A. (wcześniej Scuderia Alpha Tauri oraz Scuderia Toro Rosso). Scuderia Toro Rosso to włoski odpowiednik Team Red Bull. Obie drużyny zdobywały zwycięstwa w Grand Prix. Red Bull Racing zwyciężył wśród konstruktorów w latach 2010, 2011, 2012, 2013, 2022 i 2023.
W 2006 r. Red Bull ogłosił, że będzie sponsorować zespół Red Bull Racing Team w NASCAR. Drużyna została zlikwidowana w grudniu 2011 roku, a jej aktywa nabyło BK Racing.

#### Piłka nożna
Firma jest również bardzo aktywna w dyscyplinie piłki nożnej. 6 kwietnia 2005 r. Red Bull kupił austriacki klub SV Austria Salzburg i zmienił jego nazwę na Red Bull Salzburg.
W 2005 r. zakupił MetroStars, drużynę Major League Soccer reprezentującą Nowy Jork. Nową nazwą zostało Red Bull New York, ale drużyna występuje pod nazwą New York Red Bulls. Firma zapłaciła także za budowę nowego stadionu – Red Bull Arena, mecz otwarcia odbył się 20 marca 2010 r.
W 2007 r. Red Bull utworzył drużynę niższej ligi w São Paulo – Red Bull Brasil.
W czerwcu 2009 r. spółka nabyła klub V ligi niemieckiej SSV Markranstädt, z siedzibą w pobliżu Lipska. Klub zaczął grać w sezonie 2009–2010 jako RB Leipzig. Red Bull jako cel postawił sobie awans do Bundesligi w ciągu 10 lat.

#### Hokej na lodzie
Spółka nabyła EC Salzburg, drużynę grającą w Austriackiej Lidze Hokejowej. W 2000 r. przemianowana została na Red Bull Salzburg.
Ponadto Red Bull zakupił klub DEL Club EHC Monachium. W 2012 r. stał się sponsorem tytularnym, a rok później przejął drużynę całkowicie.

## Tytuły mistrzowskie

### Wyścigi samochodowe
- Mistrzostwa Świata w Formule 1 (8)
  - 2010, 2011, 2012, 2013, 2021, 2022, 2023, 2024
- Tytuł najlepszego konstruktora Formuły 1 (6)
  - 2010, 2011, 2012, 2013, 2022, 2023

### Piłka nożna

#### Austria
- Austriacka Bundesliga (13)
  - 2006-07, 2008-09, 2009-10, 2011-12, 2013-14, 2014-15, 2015-16, 2016-17, 2017-18, 2018-19, 2019-20, 2020-21, 2022-23

#### Stany Zjednoczone
- Tarcza MLS Supporters (2)
  - 2013, 2015

#### Brazylia
- Campeonato Paulista Serie A3 (1)
  - 2010
- Campeonato Paulista Serie B (1)
  - 2009

### Hokej na lodzie
- Austriacka Liga Hokejowa (4)
  - 2007, 2008, 2010, 2011
- Puchar Kontynentalny (1)
  - 2010
- European Trophy (1)
  - 2010